# 台灣的十字架
《台灣的十字架》是中華民國第十和第十一任總統及前民主進步黨主席陳水扁出版的一部著作，記載了其在2008年11月11日（即其被台北地方法院裁定收押禁見前一天）起到12月12日這32天內，於土城看守所獄中寫下的10萬字日記與對自己人生、各種議題做出自己的見解和說明的手稿，2009年1月18日晚間由凱達格蘭基金會出版、同月19日上市發售，以陳水扁被宣布收押禁見、押上車前舉起手銬的一幅照片作為封面，并請來在陳水扁政府時期有「國師」之稱的國立台灣大學退休教授李鴻禧代寫序言。
陳水扁在寫作《台灣的十字架》期間，平均每天寫3000多字，禁食期間也照寫不誤，一共用掉5枝原子筆、2本筆記本、將近100页A4的纸；而且還因紙不夠用，连狀紙的背面都拿來寫。因牢中沒有桌椅，陳水扁以塑膠籃子翻過來當桌子，趴在地上寫作。

## 內容
書中分「獄中對話」及「台灣萬歲」兩部份。「獄中對話」為陳水扁從2008年11月11日到12月2日在獄中所寫的日記，主要描述其時下的處境、在獄中的生活和心情，以及對指控其本人的案件進行分析和表達自己的看法。同時還有其在獄中寫的幾首詩。而「台灣萬歲」則表達了其對兩岸關係、台灣主體意識、台灣外交處境、捍衛台灣主權、獨立建國等闡述自己的意見和看法。而引用李鴻禧在書中序言的話來說：「不乏意義深邃的意見，以及前所未聞的秘辛，是深入理解陳水扁其人其事，完全瞭解近二十年台灣政治史，最寶貴的獄中人物著述。」
而本書最能引人入勝之處莫過於陳水扁爆料民主進步黨天王謝長廷的醜聞，使得「扁（陳水扁）長（謝長廷）之爭」再添續集。例如：1991年，謝長廷抽籤沒抽到民主進步黨立法院黨團幹事長，謝長廷建議對外說辭是他「讓」給陳水扁；民進黨天王錫堃籌組內閣，謝長廷也要求陳水扁對外說，原本是要給謝長廷籌組內閣；2004年，陳水扁尋求連任總統，有次與謝長廷單獨會面，被問到副手搭檔可能人選，「他（謝長廷）說不是我，也不能有蘇（民進黨天王蘇貞昌）就好」；而謝長廷在2008年總統選舉中的「三大切割」（切割立法委員選舉、切割行政團隊、切割總統）、「不打團體戰，只凸顯個人人格特質」與「放棄入聯公投的訴求」都值得檢討。
對於長榮集團總裁張榮發與陳水扁家族關係惡化的原因，本書提到，2006年台開案爆發，當時懷孕的陳幸妤心情煩透了、想去日本散心，原本是訂長榮航空機票，但「不曉得張榮發董事長說了什麼話，家裡有些意見，幸妤不搭長榮飛機，就改訂華航的」；陳水扁在書中未明確說明陳幸妤拒搭長榮航空班機的原因，但以此事表達對張榮發的不滿，尤其是張榮發於2006年5月訪問日本東京都時批評陳水扁：「執政黨（民主進步黨）當權6年，滿腦子只有政治利益和選舉。這次總統出訪，還沒出發，就聽說對方要錢；拚這種外交有意義嗎？」
書中附加了大量陳水扁在獄中的服飾、所能看的書籍、綠營大型集會的圖片，甚至還有陳水扁的逮捕通知、本書手稿的掃描圖片。

## 銷售情形
2009年1月17日，《台灣的十字架》經銷商飛鴻國際行銷總經理吳李根說，本書定於同月19日全台同步上市，「大概差不多是19日、20日，大概就看得到了」，但連他也沒看到內容：「一般如果說正常的發行，是都會先拿到一些書的簡介、跟封面的打樣或圖檔。那這個可能是比較急啊，這個時間可能是比較短，所以這次感覺是比較倉卒。」
2009年1月18日，《台灣的十字架》完成首刷兩萬本，定於同月19日上午上市。
2009年1月19日，《台灣的十字架》登上博客來網路書店銷售即時排行榜第三名，吳李根說，本書首刷兩萬本，陳水扁辦公室買走一萬本，另一萬本出版前即已被通路下訂一空，還不斷湧入加訂定單，凱達格蘭基金會尚未決定是否二刷，但二刷最快得等該年春節後才可印製、鋪書。同日，「台灣个店」老闆吳成三說，該店於該日賣出本書上千本，有民眾一口氣買一百本要送給學生，該店因此推出憑學生證免費贈送本書，還推出本書包覆「阿扁加油！」黃絲帶的特別版。同日，陳水扁辦公室表示，陳水扁已決定將本書獲利全部捐給凱達格蘭基金會，首刷扣除運銷、美編與印刷等費用後大約進帳版稅新台幣三十萬元，這筆金額還不到陳水扁辦公室一個月的支出。
2009年1月20日，陳水扁委任律師鄭文龍說，陳水扁問他《台灣的十字架》出版狀況，獲悉首版印刷的2萬本銷路不錯，難得露出高興神情與笑容，「新書賣好一點，他（陳水扁）心情好像會好一點。」

## 活動
2009年2月13日，陳水扁辦公室公布凱達格蘭基金會主辦的《台灣的十字架》讀後心得徵文比賽辦法，收件日期為該日至同月28日，每則參賽文章不超過兩千字，文體可用散文或新詩，凱達格蘭基金會將選出20篇入圍者，再由陳水扁挑出其中10篇，此10篇的作者可以去看守所探視陳水扁。陳水扁辦公室強調：「安排暢銷書的讀者與作者見面，這是出版業界非常普遍作法。」同日，台南縣副縣長顏純左探視陳水扁之後轉述，陳水扁覺得此活動被誤解了，而之所以舉辦此活動是因為想探視陳水扁的人太多，所以希望要探視陳水扁的人可以先讀過《台灣的十字架》再與陳水扁交換意見。
2009年3月5日，陳水扁辦公室公布，《台灣的十字架》讀後心得徵文比賽總共收到102篇參賽文章，其中15篇因「語意不明」或「來函內容與徵文主旨無關」被剔除，剩下87篇作品參與此活動，被陳水扁挑出的10篇將刊載於凱達格蘭基金會網站並收錄於改版的《台灣的十字架》中。

## 評價
負責《台灣的十字架》代序的李鴻禧在序中說，閱讀《台灣的十字架》，「長年支持阿扁的人，可以印證你的支持正確；對阿扁開始懷疑、不信任的人，可以讓你從不同角度去重新評估阿扁；對阿扁失望、要割棄他的人，可有機會聆聽阿扁最後的辯解，來確定自己決定是否正確無誤；一向痛恨阿扁的人，也可以有機會脫卻過去成見，重新自己做理性判斷是非主人，繼續痛恨他、瞭解他。」「他所寫的這些文稿，是鳥死鳴哀、人死言善之作，有其特殊心境和意義的。」
2009年1月12日，台灣教授協會會長蔡丁貴說，《台灣的十字架》「重要的內容」就是：「要放棄中華民國體制，跳脫這樣的束縛！」但2009年6月25日，《自由時報》記者曾韋禎諷刺蔡丁貴此言：「蔡丁貴口口聲聲說他全盤否定中華民國體制，那他當初為什麼還要去當中華民國的政務官，還為了讓自己有資格擔任政務官，放棄『民主國家』美國的國籍呢？好處都享完以後，才說他否定中華民國體制，這會不會太可悲啊？」
2009年1月16日，中國西安市大學教師張岳琢認為：「《台灣的十字架》救贖不了陳水扁的靈魂，反而呈現給世人的卻是一個千古罪人、民族奇恥的懦夫的自白。」
2009年1月19日，謝長廷辦公室發言人張嘉玲說，《台灣的十字架》敘述有關民主進步黨黨內人物互動的部分都非事實，但體諒陳水扁現在的心情，不會計較，希望陳水扁好好用心在自己的司法案件上；民主進步黨立法委員高志鵬則說，本書是「太早問世的回憶錄」，此時出版時機不宜；同黨前立法委員謝欣霓則說，每個人的心中都有一把尺，大家應該看未來，不要看神話、童話或笑話；同黨立法委員蔡煌瑯則說：「已是過去式，沒有任何意義。」
2009年1月20日，謝長廷諷刺，只要對陳水扁有幫助，無論陳水扁在《台灣的十字架》中怎麼講他都沒關係，因為他已經無法幫助陳水扁，「我希望他（陳水扁）自己幫助自己，他心存感恩、誠實面對他所做的事，對很多支持者要心存慚愧跟歉疚，這樣他才會站起來。」同日，李鴻禧說，《台灣的十字架》很像林覺民〈與妻訣別書〉，「鳥之將死，其鳴也哀；人之將死，其言也善。」同時，由於該書的李鴻禧序文將中共中央總書記胡錦濤的名字寫成台中市長胡志強，李鴻禧向胡志強致歉。
2009年1月22日，國立中山大學電機學系教授陳茂雄評：「陳前總統在新書《台灣的十字架》中特別攻擊了謝長廷，一般人是將它歸之『長扁情結』，事實上沒有那麼單純。陳前總統的心靈上出現『爭民進黨第一名』的魔咒。昔日台北市議會三劍客，走了林正，只剩下陳前總統與謝長廷最為醒目。陳前總統雖然貴為國家元首，可是在綠營裡面，大家公認機智與口才是謝長廷第一，沒有搶到第一名的陳前總統還是很在意，這不是『長扁情結』問題，陳前總統不願意綠營有人超越過他。」
2009年1月23日，台灣團結聯盟副秘書長劉一德批評，他看到《台灣的十字架》書名就很不自在、也感到噁心；他說，「陳水扁像耶穌嗎？那麼你我等眾生不都變成上帝？縱使台灣有十字架，也跟陳水扁無關」，《台灣的十字架》根本不值一看，他也在自己的電台節目中呼籲民眾拒買《台灣的十字架》。他說，陳水扁在《台灣的十字架》批遍所有的民進黨政治人物，這個待罪之身的人為了替自己脫罪，不惜牽拖一大堆人，東罵西罵，也把自己神化，人格病得不輕。他說，大家知道的「扁長心結」多在檯面下，現在陳水扁把它堂而皇之搬上《台灣的十字架》，而且一次罵光所有民進黨政治人物，其心態是「以為自己是神，神不可能A錢」；但話說回來，陳水扁的行為當然是黑金。
2009年2月12日，國立政治大學台灣文學研究所所長陳芳明評，從《台灣的十字架》這本書可以看出，陳水扁沒有朋友、沒有智慧、沒有核心價值、沒有希望，而且書名取錯了，「十字架不是他自己要的；他是送給我們，然後把他的朋友一個個釘在上面。」陳芳明認為，任何人做錯事、濫用權力、收受政治獻金，只要講獨立建國，就得到民意、就被原諒，這才是對台獨最大的傷害；「這種思維若在民進黨內繼續存在，會創造更多阿扁出來。」前民主進步黨立法委員林濁水則說，他已翻閱過《台灣的十字架》，但並沒有改變他對陳水扁的了解，他仍覺得陳水扁沒有反省；他也批評，《台灣的十字架》徵文比賽無法拯救陳水扁的命運。
2009年2月19日，林濁水批評，民主進步黨在2008年下台並爆發陳水扁家庭密帳案，「第一個應該自我檢討的當然是陳水扁。但他最近出版《台灣的十字架》一書，強硬地表示他不但不必絲毫檢討，並自誇為了台灣背負了十字架；無恥之尤地，在『國師』李鴻禧鼓勵之下，還要大家參加他的書可笑的閱讀心得徵文比賽。其實他幾乎把台灣其他的人都釘上了十字架。」

## 外部連結
- 飛鴻國際行銷網《台灣的十字架》官方網頁
- 凱達格蘭基金會（页面存档备份，存于）